# Xavière Gauthier
Pour les articles homonymes, voir Gauthier.
Xavière Gauthier, pseudonyme de Mireille Boulaire, née le 20 octobre 1942 à Toulon, est une écrivaine, journaliste, éditrice et universitaire française, figure du féminisme en France.

## Biographie
Mireille Boulaire naît à Toulon en 1942 dans un milieu populaire. Elle passe sa jeunesse à Cherbourget entame des études littéraires à l'université de Caen. Elle est éducatrice de garçons délinquants en institut médico-pédagogique, à Vernon, puis reprend des études de psychologie, sociologie, philosophie et esthétique à la Sorbonne, à Paris, enfin à Nanterre.
Titulaire d'une licence de lettres, d'un diplôme d'études supérieures en esthétique et sciences de l'art et d'un doctorat de 3e cycle en philosophie, elle est chargée de cours à l'université de Paris I, Paris 5 et Paris 13. Sa thèse de doctorat est publiée en 1971 sous le titre Surréalisme et sexualité chez Gallimard.
Figure du féminisme, elle consacre une part importante de son œuvre au combat des femmes dans la lutte pour l'avortement. Au vu des nombreuses définitions attribuées au féminisme et des différents points de vue à ce sujet, l'écrivaine a longtemps refusé de se présenter comme telle mais s'est ralliée à ce courant par solidarité.
Après Surréalisme et sexualité en 1971 et Leonor Fini en 1973, Xavière Gauthier publie Rose saignée en 1974.
Elle fonde la revue Sorcières, Les femmes vivent, revue artistique et littéraire de luttes de femmes, active de 1975 à 1982,. Xavière Gauthier voit dans l'expérience de la revue Sorcières son principal engagement féministe.
Assistante de Laurence Pernoud pour ses collections spécialisées, petite enfance et naissance.
Journaliste chez Bayard presse, à J'aime lire puis cheffe de la rubrique roman à Je bouquine,
Elle est éditrice au Seuil pour des livres jeunesse, fictions et essais.
Récusant toute approche réductrice ou simplificatrice de la question féminine, elle transcrit à l'état brut dans Les Parleuses (1974) ses entretiens avec Marguerite Duras, fascinée par une vérité qui émanerait du désordre et des lacunes du discours.
Spécialiste de Louise Michel, fondatrice et directrice de la collection « Œuvres de Louise Michel », elle a écrit sa biographie, La Vierge rouge. Elle a recherché dans les centres d'archives, déchiffré et annoté près de mille lettres de et à Louise Michel, éditées sous le titre: Je vous écris de ma nuit. Correspondance générale ..
Maîtresse de conférences à l'université de Bordeaux III, à l'IUT Michel de Montaigne, dans la filière édition où elle enseigne la bibliologie, elle est chargée de recherche au CNRS (littérature, idéologies, représentations, XVIIIe – XIXe siècle).
Elle anime des ateliers de « lecture partagée » pour des personnes illettrées. En lien avec le réseau linguistique des Portes de l'Essonne, elle choisit un roman riche en événements, fort en émotions et susceptible de questionnements sur la vie des femmes dans le monde, les droits humains, etc. Elle le lit, chacun/e suit sur son exemplaire, des discussions s'engagent. Apprendre le français se fait par l'échange et la découverte de l'aventure de la lecture.

## Publications
- Surréalisme et sexualité, Gallimard, coll. « Idées », 1971, réédition en 1979[9] Prix de l'A.P.E.S.H., destiné à une recherche nouvelle dans le champ des sciences humaines.
- Leonor Fini, Le Musée de poche, 1973, réédition 1979
- Rose saignée, éditions Des femmes, 1974 Recueil de poèmes à l'écriture fiévreuse en cinq parties : « L'indélicatesse du sperme », la ville d'Istanbul sert de décor à une saison d'enfer d'une femme qui vit sa grossesse dans l'horreur ; « L'attente des crapauds nomades » ; « Au sexe, un tremblement rebelle » ; « Parade des périlleux » ; « Chiffe, comme Shiva ».
- Dire nos sexualités, Galilée,1976[10].
- Les Parleuses, avec Marguerite Duras, Minuit, 1974, réédition 2013 et en Pléiade 2014[11]
- L'Étrange métamorphose d’Anaïs, Garance, 1980
- La Hague, ma terre violentée, récit intime et politique contre le nucléaire, Mercure de France, 1981
- Le Lit-clos, et autres récits d'amour, nouvelles, Belfond, 1988
- L’Insoumise. Biographie  de Louise Michel, Manya, 1991 Prix des Raisins de la Commune.
- L'Herbe de guerre, roman pour la jeunesse, sur la grande insurrection kanak, Syros, 1992
- La Vierge rouge. Biographie de Louise Michel, éditions de Paris, 1999, réédition 2005 et 2013
- Naissance d'une liberté. Contraception, avortement : le grand combat des femmes au XXe siècle, Robert Laffont, 2002, réédition coll. « J'ai lu », 2004
- La Féline (roman), éditions Des femmes, 2004
- Paroles d’avortées. Quand l’avortement était clandestin, La Martinière, 2004
- Pionnières, de 1900 à nos jours, elles ont changé le monde, 345 biographies de femmes remarquables dans le monde, dans les domaines politique, sport, culture, science, lutte, Flammarion France et États-Unis, 2010
- Avortées clandestines, Mauconduit, 2015
- Hurler avec les chiens, éditions de Paris Max Chaleil, 2017
- On les appelait pétroleuses, éditions Elyzad, 2021.
- "Retour à la Hague. Féminisme et nucléaire", nouvelle édition de "La Hague, ma terre violentée", précédé de "tressage" avec Sophie Houdard et Isabelle Cambourakis, suivi de "lettre à Greta Thunberg", éditions Cambourakis, 2022
- "Rose saignée", nouvelle édition augmentée, éditions Des Femmes/Antoinette Fouque, 2022

### Édition sur Louise Michel
- La Vierge rouge, biographie de Louise Michel, éditions de Paris
- Histoire de ma vie : seconde et troisième parties : Londres 1904, édition établie et présentée par X. Gauthier d'après le manuscrit de Louise Michel, Presses universitaires de Lyon, 2000
- « L'homme futur aura des sens nouveaux ». Louise Michel, choix de citations et présentation par X. Gauthier, « La politique du cyclone » La Martinière/Xavier Barral, coll. « Voix », 2003
- Lettres à Victor Hugo de Louise Michel, édition établie, préfacée et annotée par X. Gauthier, Mercure de France, 2005
- « Je vous écris de ma nuit ». Correspondance générale de Louise Michel. 1850-1904, édition établie, annotée et présentée par X. Gauthier, éditions de Paris, 1999, réédition revue et corrigée 2005
- Lettres d'Auberive de Louise Michel, éditions préfacée et annotée par X. Gauthier, Abbaye d'Auberive, 2005
- La Misère de Louise Michel, édition présentée par X. Gauthier et Daniel Armogathe, Presses universitaires de Lyon, 2006

## Conférence
- « Louise Michel », conférence du 6 février 2012[12] ; lecture d'Emmanuelle Wion. Paris, Bibliothèque nationale de France (1 h 19), coll. « Les lundis de l'Arsenal »